# Krușuna, Loveci
Krușuna (în bulgară Крушуна) este un sat în comuna Letnița, regiunea Loveci,  Bulgaria. 

## Demografie
Componența etnică a satului Krușuna
     Bulgari (61,3%)
     Turci (29,14%)
     Nicio identificare (9,54%)
     Altele (0%)
La recensământul din 2011, populația satului Krușuna era de 398 locuitori. Din punct de vedere etnic, majoritatea locuitorilor (61,3%) erau bulgari, cu o minoritate de turci (29,14%). Pentru 9,54% din locuitori nu este cunoscută apartenența etnică.